# Samsø Sundheds- og Akuthus
Samsø Sundheds- og Akuthus det tidligere Samsø Sygehus, har siden 1. marts 2003 været en afdeling af Århus Sygehus.
Sygehuset har 9 senge. Det modtager akutte patienter, medicinske og kirurgiske, der enten behandles på stedet eller videresendes til specialafdelinger på fastlandet. På sengeafdelingen lægger de stor vægt på patienter der skal genoptrænes efter behandling på specialafdelinger i Århus, og har udviklet et brobyggerteam der følger patienterne helt hjem ved udskrivelsen.
På sygehuset er der medicinsk og kirurgisk ambulatorium, og der er et samarbejde med tilrejsende speciallæger i øjensygdomme, halssygdomme og gynækologi, der også har ambulatorium på øen. Sygehuset huser også bandagist, fodterapeut, kiropraktor og psykolog.
Jordemødrene samarbejder med Skejby Sygehus og bruger sygehusets fødestue til "hjemmefødsler".